# Hu Gadarn

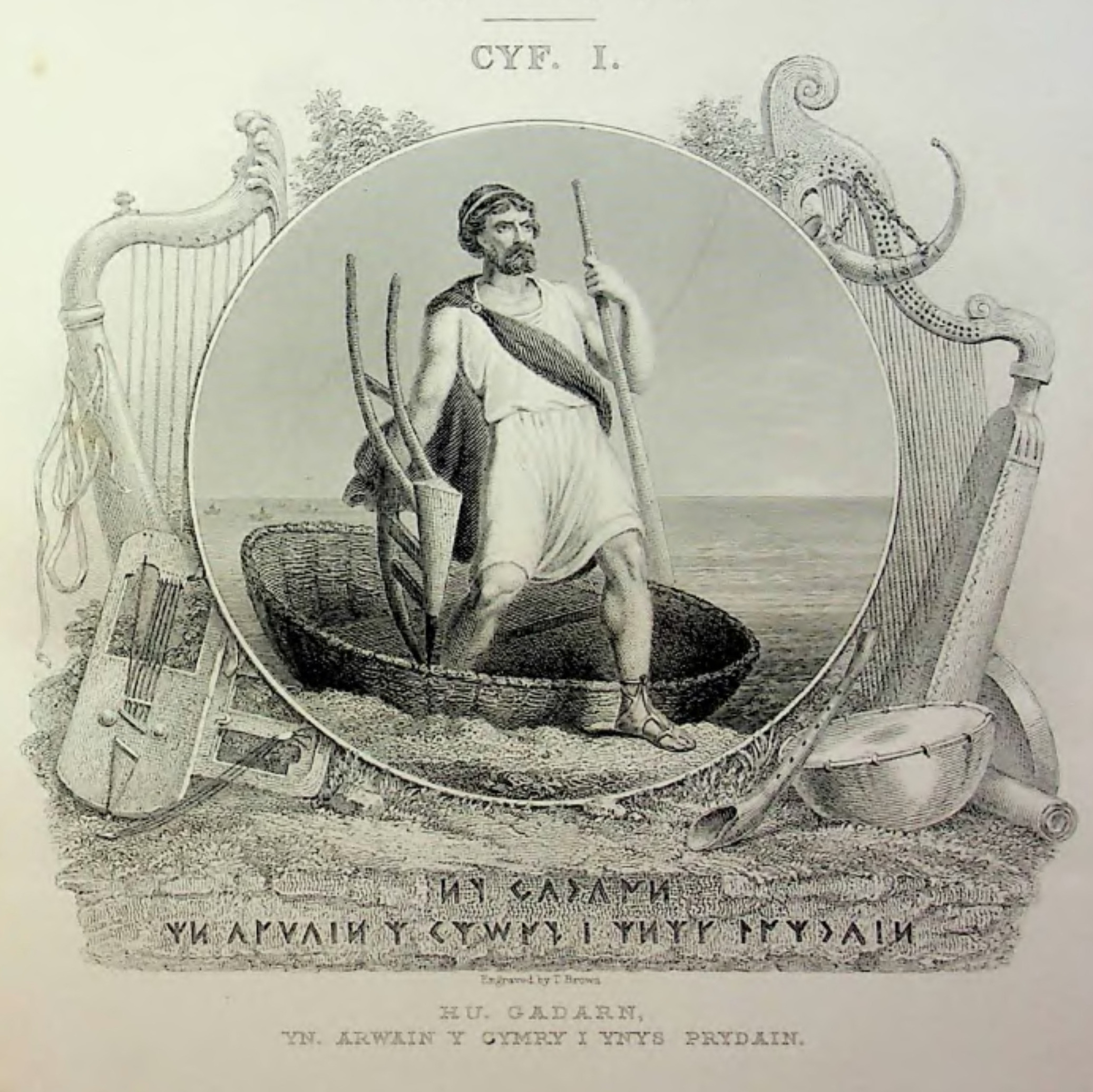
Illustration représentant Hu Gadarn, 1975.

Hu Gadarn (Hu le Puissant)  est un personnage qui appartient à la littérature néodruidique et provient notamment des Triades de Iolo Morganwg, « matière » prétendument collectée au XVIIIe siècle, mais dont la falsification est aujourd’hui en grande partie avérée.

## Thématique
Le personnage n’est pas autrement attesté dans la mythologie celtique galloise, à l’exception de la mention possible de Hu, dans un poème tardif attribué à Taliesin et comme nom de l’empereur de Constantinople dans une histoire de Charlemagne du Livre Rouge de Hergest, manuscrit du XIVe siècle. Il semble que Iolo Morganwg a lui-même fondé son personnage mythique sur un simple allusion dans un poème du barde Iolo Goch (c. 1320-1398). Iolo Goch avait peut-être trouvé le nom dans une des traductions galloises de l'histoire de Charlemagne, Campau Siarlymaen, très répandues à cette époque, où le nom français Hugun le Fort est rendu Hu Gadarn en gallois.
Hu Gadarn aurait eu pour mission de mener les Gallois du pays de Deffrobani (pays mythologique, autrement connu dans la littérature du moyen âge comme le nom de Ceylon) ou Gwlad yr Haf (nom gallois actuel du Somerset en Angleterre : « Pays estival ») jusque dans l’île de Bretagne et composé un poème d’édification historique. Il commande deux bœufs qui trainent hors de l’océan et neutralisent la bête monstrueuse qui a généré le Déluge et permis la naissance de l’humanité. Certains l’assimilent au dieu gaulois Ésus, d’autres (dont Robert Graves) au dieu cornu, c’est-à-dire Cernunnos. C’est, par ailleurs, une figure de certains mouvements du néopaganisme.
Au Pays de Galles du XIXe siècle, grâce notamment à Iolo Morganwg et à William Owen Pughe, Hu Gadarn était pour un temps reçu par une grande partie du peuple comme l'aïeul des Gallois et ainsi faire partie de la culture populaire.

## Sources
- Jean-Paul Persigout, Dictionnaire de mythologie celte, page 165, Éditions du Rocher, Monaco, 1996,  (ISBN 2-26800-968-8)